# Vase

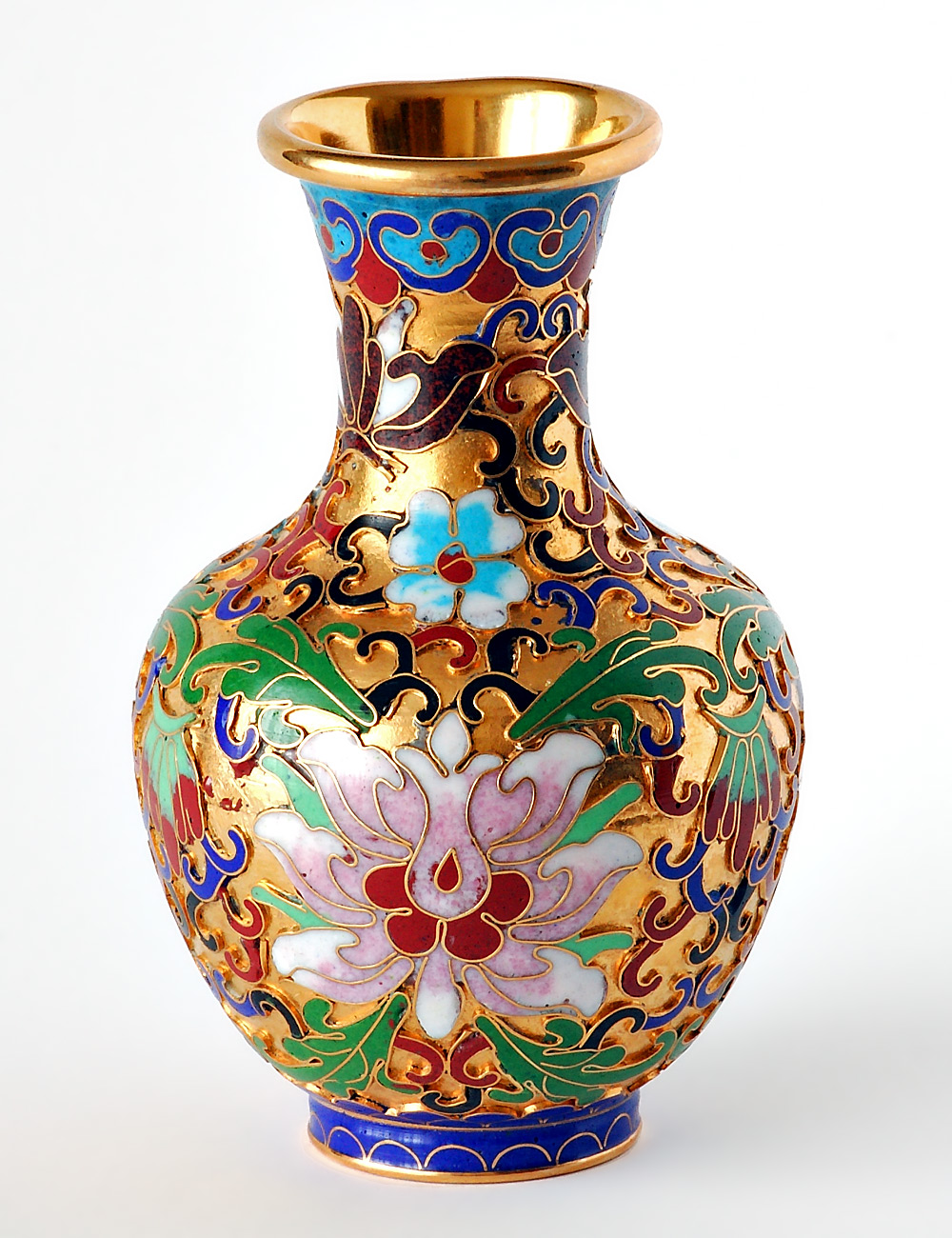
Chinesische Vase

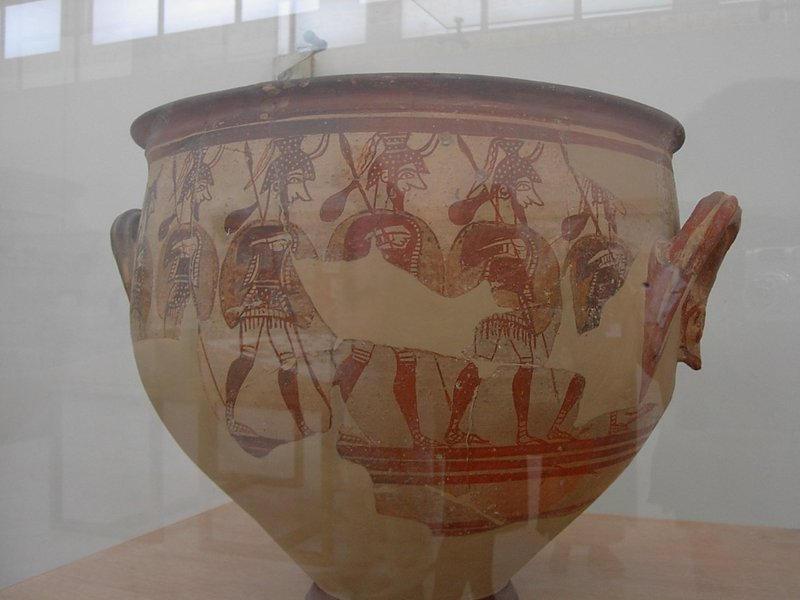
Antike Vase 1200–1100 v. Chr.

Eine Vase (von lateinisch vas, vasis Gefäß, Geschirr) ist ein meist aus Glas, Keramik oder Metall bestehendes, grundsätzlich aber aus jedem geeigneten Material herstellbares Hohlgefäß, das dem Aufstellen von Schnittblumen oder auch nur zur Dekoration dient. Traditionelle Vasenformen sind bauchig und haben typischerweise einen engen Hals. Ältere Vasen haben nicht selten seitlich zwei gegenständige Henkel (z. B. Altarvasen aus Metall).
Eine besondere Rolle spielen Vasen in der Kunstgeschichte der griechischen Antike, weil die häufig bemalten Gefäße für uns heute die wichtigste Quelle zur Malerei jener Zeit sind.
Als bauplastischer Dekor fanden Ziervasen Verwendung in Architektur, Innenarchitektur und Gartenkunst.

## Antike Vasen
In der Klassischen Archäologie ist „Vase“, vor allem in der Zusammensetzung „Vasenmalerei“, ein Gattungsbegriff, der sich ausschließlich  auf die griechische Antike bezieht und alle typologisch meist deutlich unterscheidbare Gefäßformen (also z. B. auch Schalen und Teller) für die verschiedensten kultischen und alltäglichen Zwecke umfasst. Zu ihnen gehören: Amphore (Vorratsgefäß), Alabastron (Salbengefäß), Aryballos (Salbengefäß), Askos, Dinos (Kessel), Hydria (Wassergefäß), Kantharos (Trinkgefäß), Kernos, Krater, Kyathos, Kylix (Schale), Kanne, Lebes Gamikos (Kessel für Hochzeitszeremonie), Lekythos, Loutrophoros (Vase für die Hochzeitszeremonie), Lydion (Salbengefäß), Oinochoe (Kanne), Pelike, Psykter (Weinkühler), Pyxis (Büchse), Rhyton (Trinkgefäß), Skyphos (Trinkgefäß).
Ihre sich mit der Zeit verändernden Formen und die wechselnden Vorlieben für bestimmte Typen ermöglichen der Archäologie Rückschlüsse auf die Entstehungszeit von Fundobjekten.

## Vasen in der Nachantike
Eine Kulturgeschichte der Vase hat, deutlicher als bei anderen Objektarten, zwischen Form (Typ, Gestalt) und Funktion (Potpourri, Blumengefäß, Dekorelement) zu unterscheiden.
Über mittelalterliche Vasen weiß man fast ausschließlich konkreteres aus der Tafel- und Buchmalerei; bei Grabungen werden sie nur äußerst selten gefunden. Auf Darstellungen der Gottesmutter, insbesondere in den Szenen der Verkündigung sind oft (gläserne) Gefäße mit beispielsweise einer Lilienblüte als symbolische Attribute der Reinheit Mariens dargestellt.
In der Renaissance erscheint das Motiv auch im profanen Raum. Die Blumenstillleben der Barockzeit präsentieren üppige Buketts in Vasen, deren Form teils von antiken Vorbildern abgeleitet ist, teils die Gebrauchsformen von Becher und Kanne zeigt. Als häusliche Dekorationsobjekte Hollands und Norddeutschlands erscheinen in dieser Zeit Vasensätze aus Porzellan und Fayence die zu dritt oder fünft als Bekrönung oben auf die Simse von Schränken gestellt werden. Eine Mode des 18. Jahrhunderts ist die Potpourrivase. Überaus verbreitet ist die aus der Antike abgeleitete Vasenform im Klassizismus, dort meist als ornamentales Dekorationsmotiv, noch nicht so sehr als reales Blumengefäß.  Das wird seit dem Biedermeier häufiger, und steigert sich gegen Ende des Jahrhunderts zu üppigen Gestecken, die oft aus Kunstblumen komponiert sein konnten (sogenannte Makartsträuße). Vasen der Jugendstilzeit um 1900 sind oft selbst mit Blumen und floralen Ornamenten verziert, typisches Blumengefäß dieser Jahrzehnte ist jedoch die Jardinière. Mit der neuen Blüte der Kunsttöpferei im 20. Jahrhundert bekommt auch die Vase als Gegenstand des autonomen, von Gebrauchszwecken unabhängigen Kunsthandwerks einen neuen Stellenwert. An die Stelle naturalistischer Wiedergaben tritt das Farb- und Formenspiel der Glasur, eine Entwicklung, die bis in die heutige Massenproduktion nachwirkt.

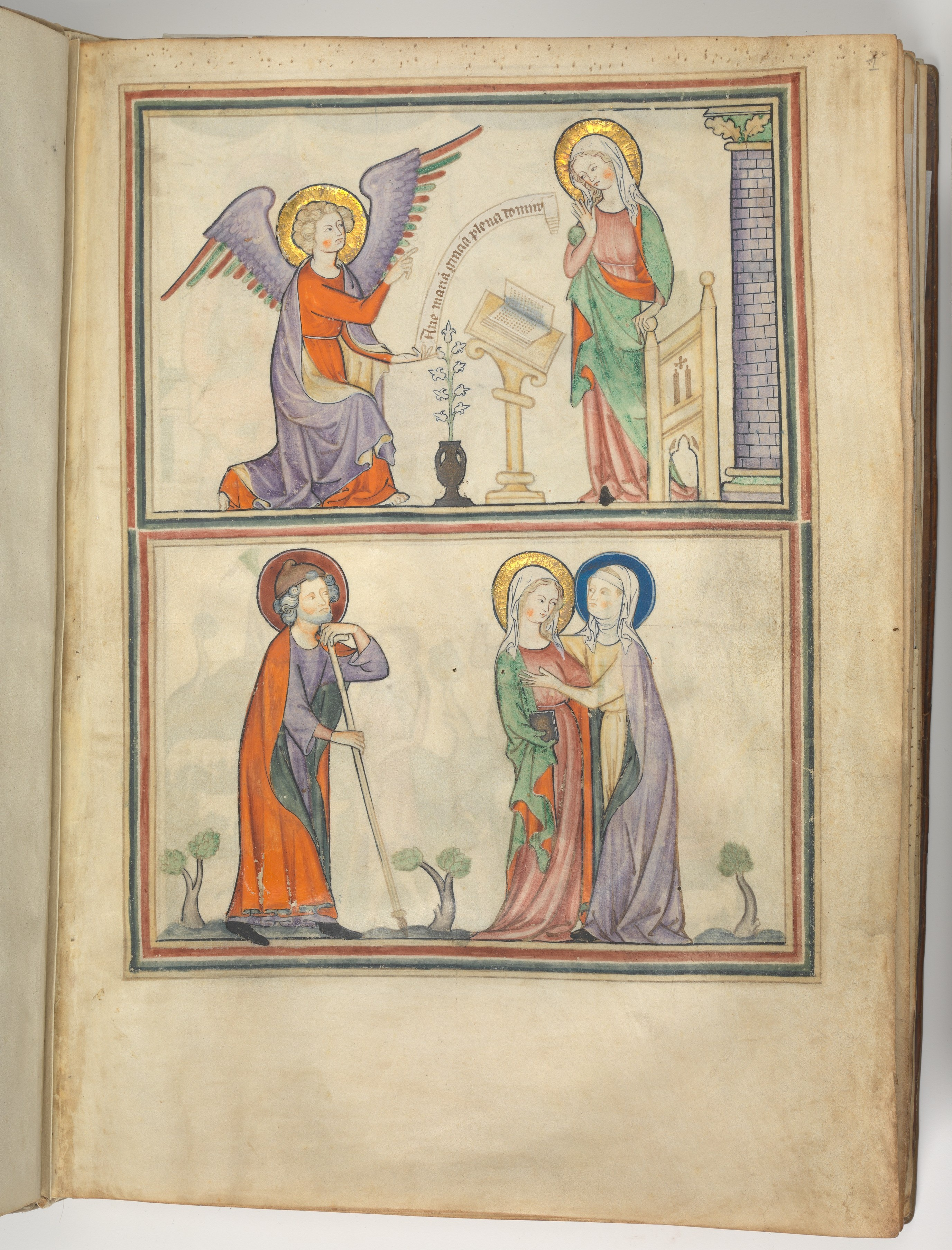
Verkündigung, Buchmalerei (um 1330)
Hans Holbein der Jüngere: Der Kaufmann Georg Gisze (um 1535)
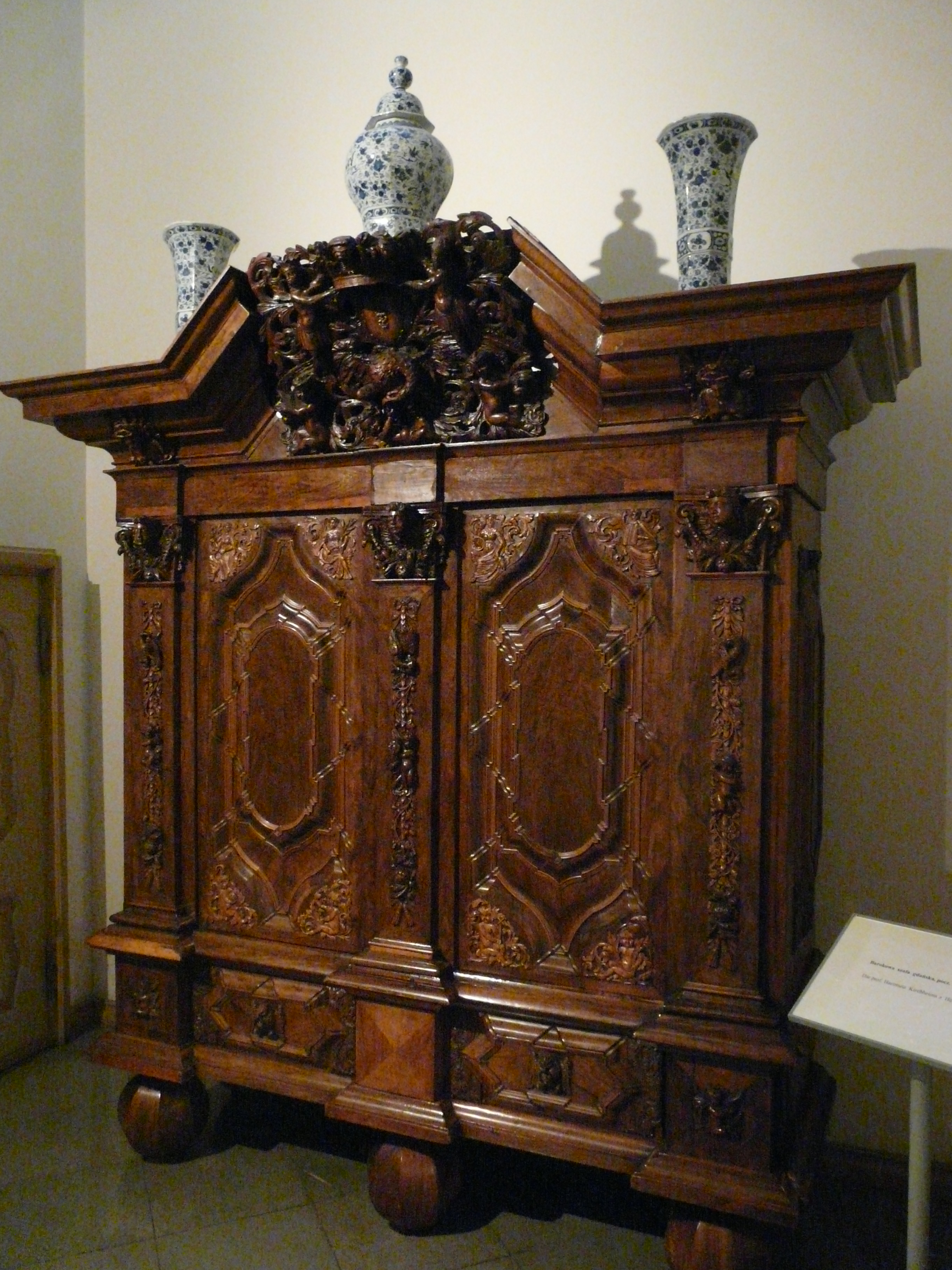
Danziger Schrank mit Vasensatz, 18. Jh.
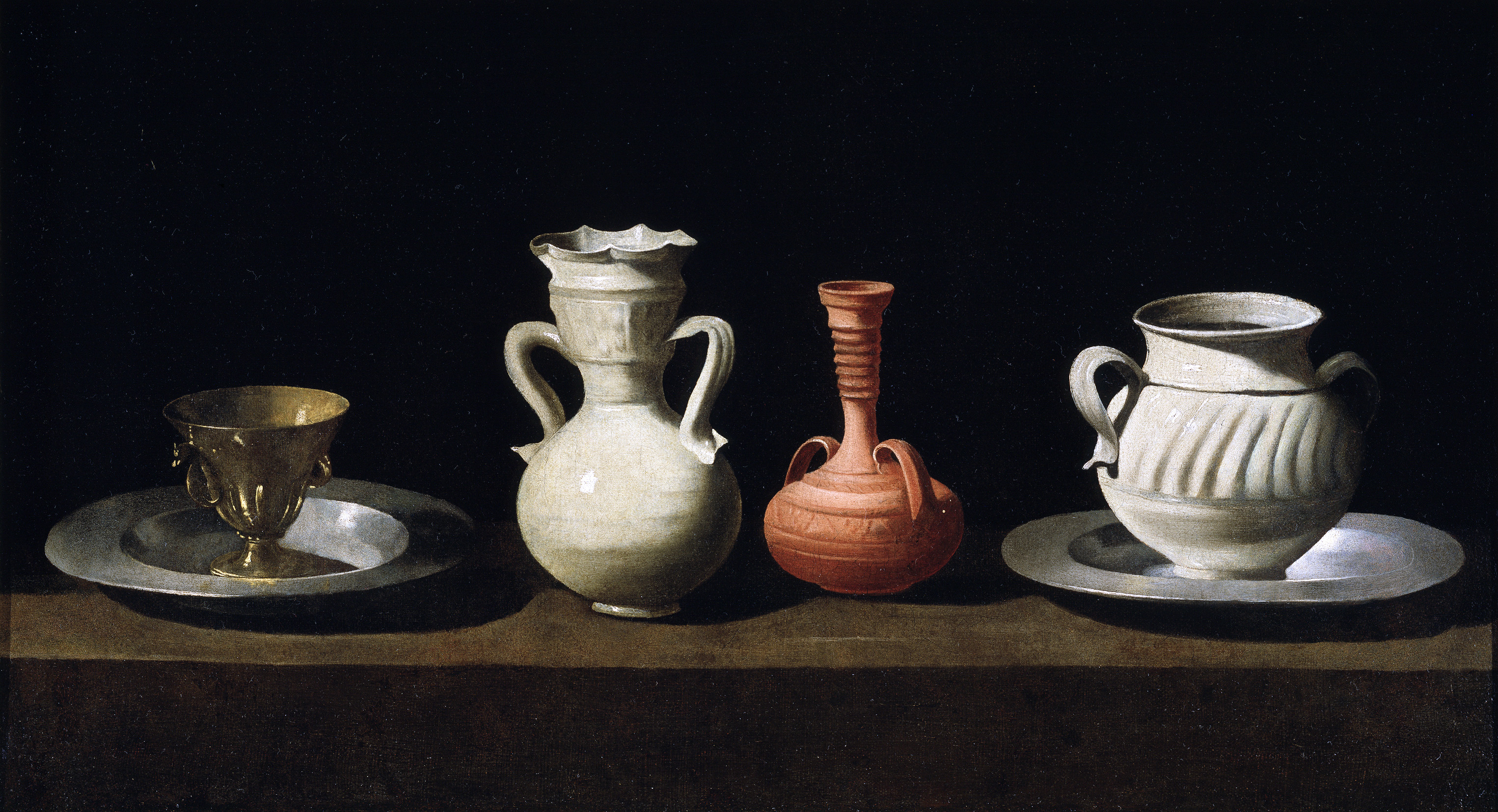
Francisco de Zurbarán: Stillleben mit Vasen (um 1650)

## Ziervasen als architektonische Gestaltungselemente

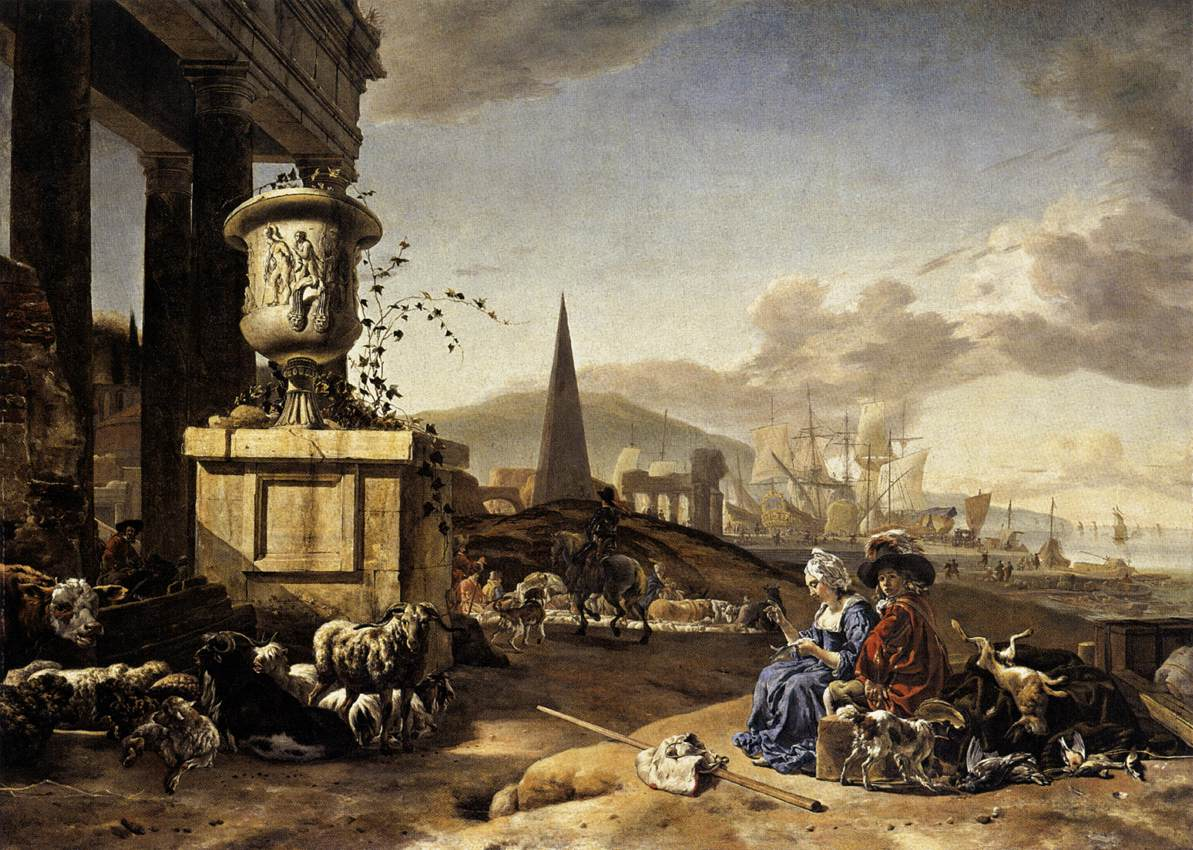
Jan Weenix – Italienischer Seehafen (um 1666) mit Ziervase als zentralem Gestaltungselement

In der Architektur des Barocks und des Klassizismus wurden aus der Antike abgeleitete Vasenformen zur Gestaltung von Hochbauten und Gärten eingesetzt. Als in Stein, oft in Marmor gehauene Bauplastiken, aber auch in Bronze, Gussmetall, vergoldetem Blei, in Eisen, Stuck und Terrakotta gefertigt, dienten sie dem bekrönenden Abschluss von Prunkfassaden, Portalen, Mahnmalen, Balustraden und Kaminsimsen ebenso wie zur Gestaltung von Sichtachsen, Terrassen und Parterres in der französischen Gartenarchitektur. Ein Protagonist der Gartenverschönerung durch Vasen war der französische Gartentheoretiker Antoine-Joseph Dezallier d’Argenville. Auch die Malerei des Barock und Klassizismus griff Steinvasen als architektonische Gestaltungselemente auf.

## Vasen als Grabenarbeit im Ersten Weltkrieg

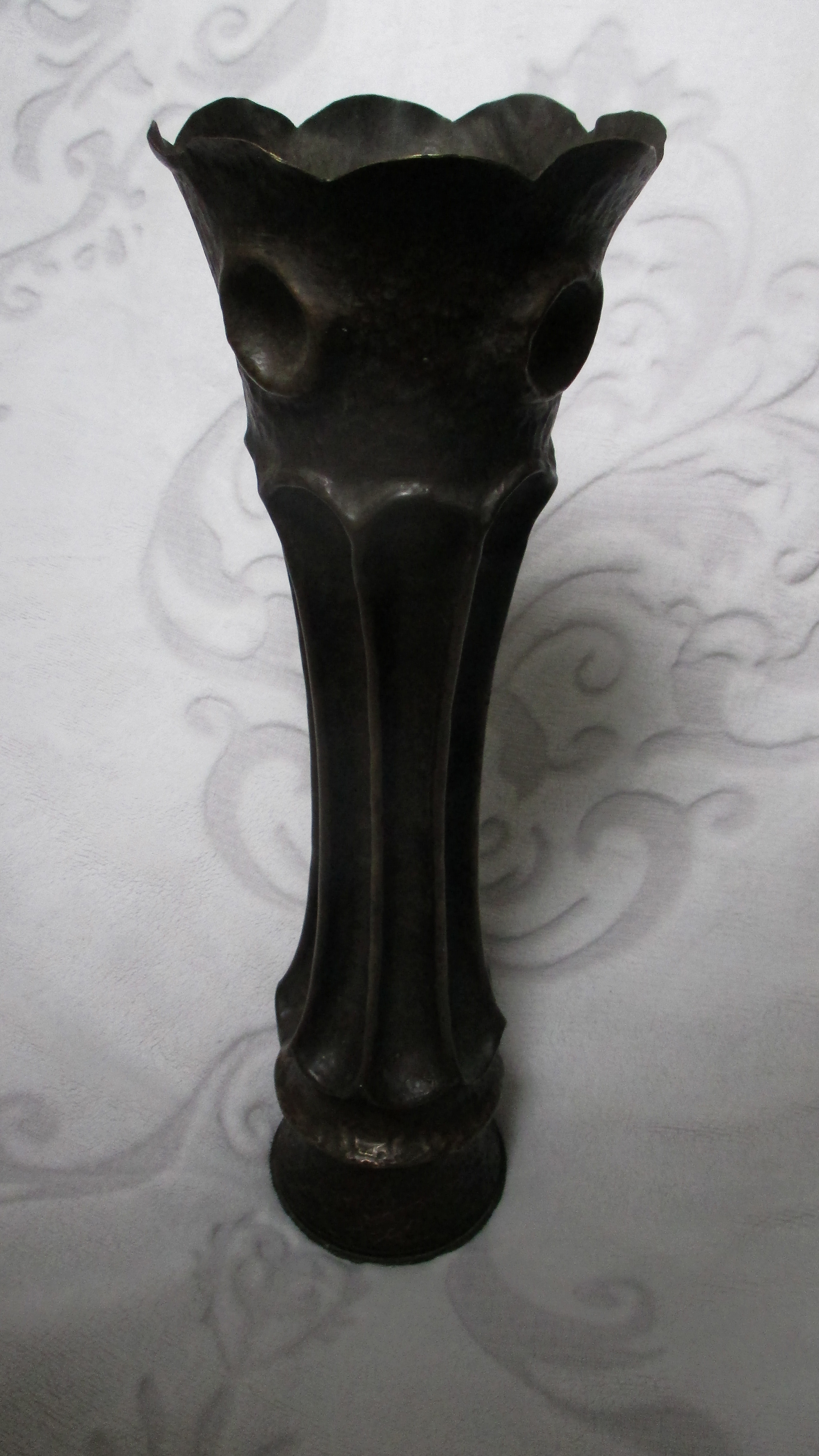
Soldatenvase (Grabenkunst) – Erinnerung an Verdun, Frankreich 1916

Vasen aus verschossenen Munitionshülsen wurden manchmal von Soldaten während der monatelangen Stellungs- und Grabenkämpfe des Ersten Weltkrieges als Grabenarbeit zum Andenken für Angehörige in der Heimat hergestellt.